# Emre Can Coşkun
Emre Can Coşkun (* 7. Juni 1994 in Şişli, Istanbul) ist ein türkischer Fußballspieler.

## Karriere

### Verein
Coşkun wurde 1994 im europäischen Şişli, einem Landkreis der Provinz Istanbul, geboren und fing mit dem Fußballspielen beim Amateurverein Yeni Ortabayır SK an. Dort wurde er von den Scouts von Galatasaray Istanbul gesichtet und anschließend verpflichtet. Coşkun steht seit 2008 bei Galatasaray Istanbul unter Vertrag.
Im November 2013 bekam er im Alter von 19 Jahren seinen ersten Lizenzvertrag und spielt seit 2011 in der Reservemannschaft von Galatasaray Istanbul. Bei der Profimannschaft kam er in der Saison 2014/15 bei fünf Pokalspielen zum Einsatz.
Um Spielpraxis zu sammeln, wurde Coşkun für die Rückrunde der Saison 2014/15 an den Zweitligisten Denizlispor ausgeliehen.
Sein Profidebüt gab er am 8. Februar 2015, als er in der Zweitligabegegnung beim Derby gegen Bucaspor in der Startformation stand. Sein erstes Tor in den türkischen Profiligen erzielte er am 15. März im Trikot von Denizlispor im Auswärtsspiel gegen Boluspor.
Für die Saison 2015/16 wurde er an den Zweitligisten Alanyaspor ausgeliehen. Da er bereits nach einer halben Saison von diesem Verein zurückkehrte, verlieh ihn Galatasaray für den Rest der Saison an Giresunspor und für die Saison 2016/17 an Göztepe Izmir.

### Nationalmannschaft
Coşkun spielte bisher für die türkische U-19-, U-20- und U-21-Fußballnationalmannschaft.